# Eleccions municipals de 1995 a Falset
Les eleccions municipals de 1995 a Falset van ser unes eleccions locals que es van celebrar el diumenge 28 de maig de 1995 a Falset, al Priorat, com a part de les eleccions municipals espanyoles. Es van triar els 11 regidors de l'Ajuntament de Falset.

## Sistema electoral
Les eleccions als ajuntaments de l'Estat espanyol estan fixades per celebrar-se el quart diumenge de maig cada quatre anys. El sistema electoral fa servir la regla D'Hondt amb representació proporcional, llistes tancades i una barrera electoral del 5% dels vots vàlids, que inclou els vots en blanc. La votació per a l'assemblea local es basa en el sufragi universal.
En les eleccions municipals, la circumscripció electoral és el municipi i el nombre d'escons (o sigui, regidors) a triar del municipi es determina en funció del nombre d'habitants censats en aquest municipi. En el cas de Falset, en tenir 2.050 persones censades, l'hi correspon 11 regidors.

## Candidatures
El 2 de maig del mateix any, la Junta Electoral de Zona de Reus va proclamar cinc candidatures del municipi de Falset en el Butlletí Oficial de la Província de Tarragona.
| Partit polític | Partit polític                                          | Cap de llista | Llista de candidats |
| -------------- | ------------------------------------------------------- | ------------- | ------------------- |
|                | Federació d'Independents de Catalunya (IPF-FIC)         |               | Llista              |
|                | Partit dels Socialistes de Catalunya (PSC)              |               | Llista              |
|                | Convergència i Unió (CiU)                               |               | Llista              |
|                | Partit Popular Català (PP)                              |               | Llista              |
|                | Esquerra Republicana de Catalunya-Acord Municipal (ERC) |               | Llista              |

## Jornada electoral

### Constitució de les meses
En aquell moment, Falset tenia una població de 2.557 habitants, dels quals 2.050 persones van ser cridades a votar en alguna de les 4 meses que es van constituir al municipi.

### Participació
La participació en aquestes eleccions va ser de 84,2%, el qual cosa implica que un total de 1.726 ciutadans del municipi van decidir exercir el seu dret a vot. Comparant aquesta participació amb la mitjana catalana, Falset va registrar una xifra molt més alta, situant-se en 19,4 punts percentuals per sobre.
A continuació, es presenta una taula amb els percentatges de participació registrats a diferents hores del dia de les eleccions:
| Hores              | Falset         |
| ------------------ | -------------- |
| Participació (14h) | 40,9% ( -2,0%) |
| Participació (18h) | 63,9% ( 0,6%)  |
| Participació (20h) | 84,2% ( 0,7%)  |